# Розкуркулення

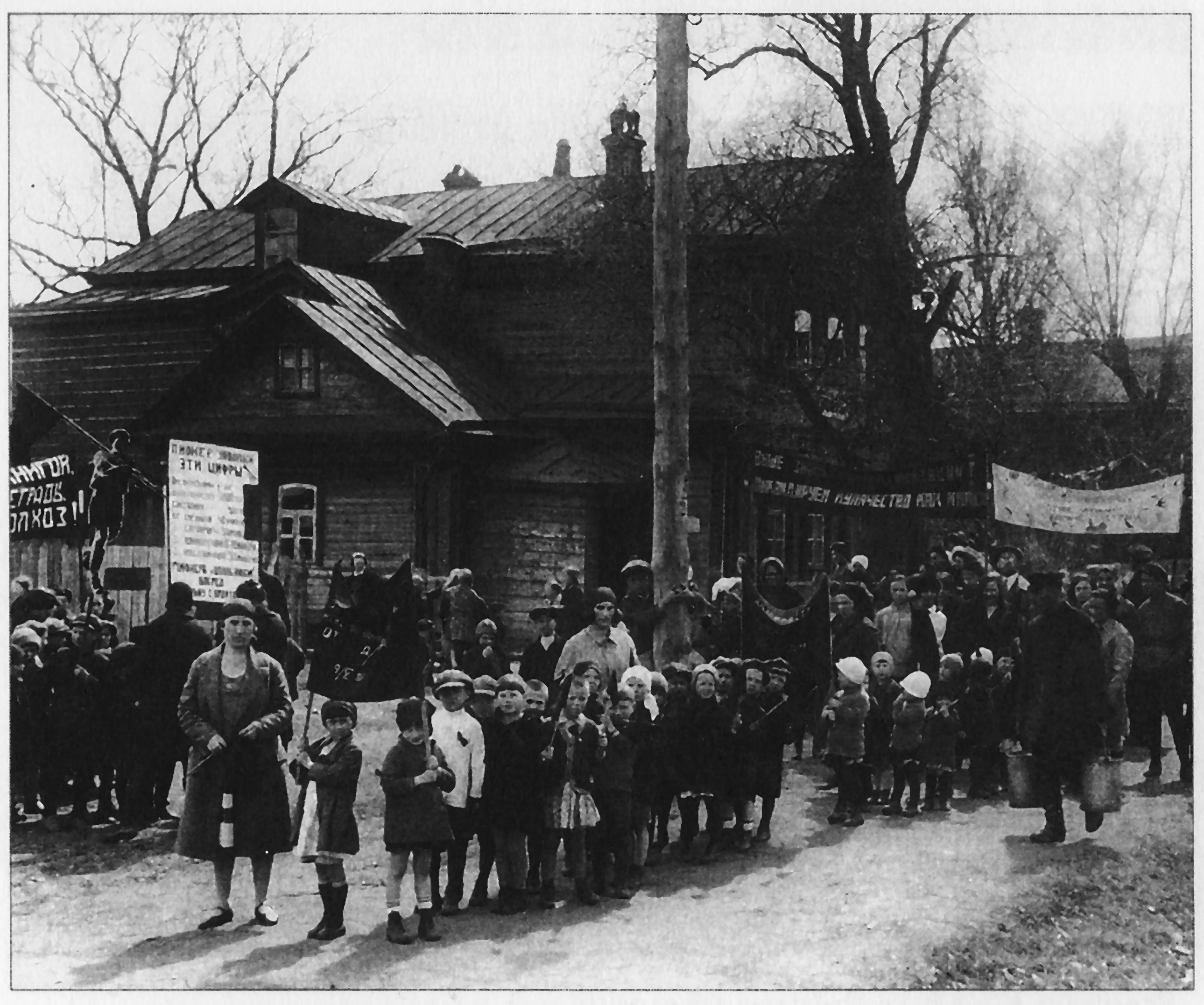
Селянська демонстрація під гаслами колективізації. Близько 1929—1934 роки

Розкурку́лення (в середовищі низки істориків «розселя́нення») — політична репресія, яку застосовували в адміністративному порядку місцевими органами виконавчої влади за політичними і соціальними ознаками на підставі постанови Політбюро ЦК ВКП(б) від 30 січня 1930 року «Про заходи щодо ліквідації куркульських господарств у районах суцільної колективізації».
Згідно з довідкою Мособлсуда, «термін „розкуркулення“ досить широко застосовувався в нормативних актах, якими керувалися органи, які приймали рішення, пов'язані з застосуванням репресій, однак цей термін не можна розглядати як правовий, „розкуркулення“ могло бути пов'язано з різними видами обмежень прав і свобод громадян, що зазнали репресій за класовими, соціальними та майновими ознаками, є збірним і не підлягає застосуванню як позначення виду репресій».

## Мета та форми боротьби з куркульським класом
Сталінська колективізація на селі передбачала не тільки об'єднання селян у колгоспи, а й ліквідацію цілого класу хазяйновитих заможних господарів, яких комуністи називали куркулями. Сталін особисто проголосив політику «ліквідації куркульства як класу».
Мета боротьби радянської держави з куркулями:
- передача державі (тобто колгоспам, комунам, артілям) найрентабельніших селянських господарств разом із землею й реманентом;
- вилучення значних запасів сільськогосподарської продукції, які зберігалися в куркульських господарствах;
- ліквідація найзаможнішого прошарку селян, який комуністи вважали найбільшою загрозою для пролетарської диктатури.

Форма боротьби з заможним селянством - так зване «розкуркулення», тобто економічне пограбування селян, порушення їхніх політичних і соціально-економічних прав, репресії.
Розкуркулення відбувалося в умовах, коли не було чіткого визначення, хто є куркулем: чи це той, хто використовує найману працю, чи просто заможний селянин.
Тих, кого зарахували до куркулів, поділяли на три категорії: 
- активні вороги радянської влади, учасники антирадянських виступів. Вони підлягали 10-річному ув'язненню або розстрілу;
- пасивні вороги радянського ладу, тобто ті, хто намагався в рамках радянського законодавства боронити свою власність. Їхнє майно підлягало конфіскації, а самі господарі мали бути вислані до північних і східних районів СРСР;
- лояльні до політики Комуністичної партії особи, які не чинили опору радянській владі. Певна їх частина, щоб зберегти своє господарство, навіть готова була вступити до колгоспів. Таких селян переселяли за території колективізації, надавши їм гірші землі.

Розкуркулення відбувалося з грубими порушеннями чинного радянського законодавства.
Кодекс законів про працю, який діяв наприкінці 20-х і на початку 30-х рр., не забороняв: оренди землі; використання найманої робочої сили; приватного підприємництва на селі. Коли розкуркулення досягло кульмінації з явним запізненням, ВУЦВК і РНК УСРР видав постанову «Про заборону орендувати землю й застосовувати найману працю в одноосібних господарствах у районах суцільної колективізації». Ліквідація куркульства як класу завдала важкого удару по українському селу, яке за роки непу здебільшого стало середняцьким.
Як звичайна зброя в боротьбі проти «класового ворога» вживалися послідовно запроваджувані норми хлібоздачі й оподаткування. Так, за Струміліним, «куркуль», середній заробіток котрого лише уп'ятеро перевищував середній заробіток незаможника, сплачував податки у 30 разів більші, ніж останній (в перерахунку на душу населення). Указ від 28 червня 1929 р. дозволяв сільрадам у разі невиконання одноосібним господарством норми хлібоздачі накладати на нього грошові штрафи, у п'ять разів вищі за вартість цієї норми. Така ось «правова» основа — вкупі з розкуркулюванням — аж до лютого 1930 р. підводилася під курс партії на селі… А несплачення штрафу тягло за собою продаж із торгів господарства й виселення його мешканців.
Разом з іншими видами покарань часто застосовувалося «позбавлення виборчих прав». Селянин таки остерігався втрати цього, по суті фіктивного, привілею, бо це одразу ж зафіксовувалося в його особистих документах, і від цього тавра він не міг позбавитися ніде, де б не шукав праці або притулку. За словами Левіна, позбавлення виборчого права «часто супроводжувалося відмовленням такій особі в житлі, харчових картках, медичному обслуговуванні, а особливо — засланням».
Усіх перелічених вище заходів явно не вистачало, щоб, з одного боку, в масовому масштабі привернути селянство на сторону радянської влади, а з іншого — ізолювати «класового ворога». Навпаки, основна частина селян тепер вороже ставилася до політики партії й у своєму опорі використовувала всі приступні їй засоби. В редакційній статті «Правда» від 2 лютого 1929 р. гірко нарікала: селянин ще не усвідомив «засадничої різниці між законами старого режиму та радянськими законами» й автоматично розглядає будь-яку владу як ворожу.

## Невдоволення селян
Відносний спокій на селі, властивий періодові НЕПу, тепер повністю зник. Уже в 1928 р. з усіх усюд надходили повідомлення про грабунки, випадки громадянської непокори й опору владі, бунти (в яких, до речі, брали участь і робітники), а також про численні напади на партійних та інших активістів.
В Україні у згаданий період кількість зареєстрованих «куркульських терористичних актів» зросла вчетверо (тільки в 1929 р. сталися 1262 випадки). Офіційні дані за дев'ять місяців 1929 р. вказують на організовані «куркулями» 1002 «терористичних акти» лише в центральних губерніях РСФРР (при цьому було вбито 384 особи; за цими справами засудили 3281 особу, з них 1924 «куркулів» (31,2 %), 1896 «середняків-підкуркульників», 296 «селян-незаможників», 67 «офіційних осіб». Поскільки абсолютно зрозуміло, що під час слідства під категорію «куркулів» прагнули підвести якомога більше обвинувачуваних.
Можна зробити досить певний висновок: у своїй масі селяни були відверто вороже настроєні проти радянської влади.
Влітку 1929 р. «тероризм» значно поширився. Однак він поки що не виходив за рамки спорадичного збройного опору, й до серйозних повстань не доходило. Найчастіше селяни вдавалися до такої форми спротиву, як приховування зерна (спочатку в межах власного господарства, а потім десь на пустирях, у стогах сіна, в церквах, у відкритому степу, в ярах і лісах). «Куркулі» переводили зерно на ім'я своїх родичів, продавали незаможникам за низькими цінами або приватним нелегальним торгівцям, які потайки вивозили його вночі возами, на плотах тощо. Середняки й бідняки — держателі хліба — робили те саме, кожний у міру своїх можливостей. Навіть колгоспники, як тільки могли, намагалися уникнути конфіскацій. Коли ж зерно не вдавалося приховати або збути, його просто знищували.

## Розправа над «куркулем»

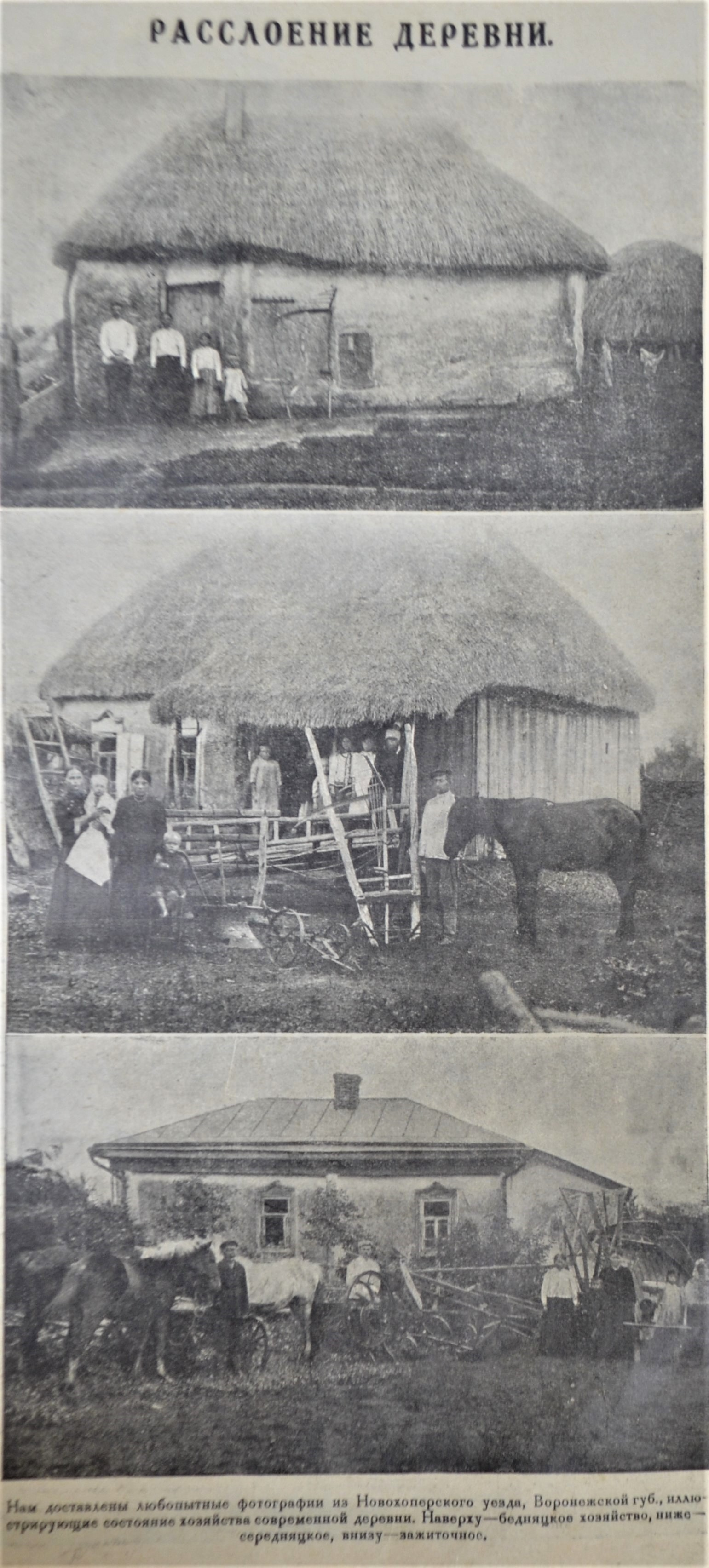
Радянські категорії селян: «бідняки», або бідні селяни; «середняки», або селяни з середнім доходом; і куркулі (рос кулаки), селяни що мали великі господарства.

Розправа над «куркулем» частково мала на меті обезголовити решту селянства в його опорі новим порядкам, і на «класового ворога» цілком закономірно впав основний тягар репресій.
В січні — лютому 1930 р. в районі Кривого Рогу розкуркулили 4080 господарств, передавши колгоспам загалом тільки 2367 будинків, 3750 коней, 2460 голів великої рогатої худоби, 1105 свиней, 446 молотарок, 1747 плугів, 1304 саджалки, 2021 тонну пшениці й пшона. Наводячи цей випадок, радянський дослідник І. Слинько пояснює вбогість усуспільненого майна тим, що значну частину куркульської власності конфіскували ще в 1928—1929 рр. Може, й так, але для нас зараз важливішим є інше: в 1930 р. «розкуркулювали», по суті, вже бідняків.
З огляду на сказане показовою є вартість конфіскованого у тогочасних «куркулів» майна. Наводилася цифра в 170 млн крб (за новішими даними —400 мли), тобто на кожне одноосібне господарство припадало щось від 170 до 400 крб — 90—210 доларів за тогочасним офіційним обмінним курсом,— навіть якщо загальна вартість майна розкуркуленого не перевищувала вартості майна інших категорій селян. Як зауважує Левін, навіть кошти, витрачені на депортації, перевищували цінність вилученого добра.
Селян особливо приголомшувала експропріація колишніх незаможників, які тяжко працювали під час непу і спромоглися нарешті купити коня чи корову. Зовсім уже парадоксально: доходи пересічного «куркуля» були нижчі, ніж у пересічного сільського урядовця, що переслідував його як представника багатої верстви!
На основі класового аналізу, а не реальної дійсності, якраз і ґрунтувався весь сталінський курс. Це було тим більше згубним, що передбачало «ліквідацію» найпродуктивніших виробників на селі. Однак у діях генсека була й своя невблаганна логіка. Якщо більш зважено, на відміну від марксистів, розглядати селянське суспільство як загалом раціонально інтегроване ціле, то в ударі Сталіна можна вбачати фізичне знешкодження природних лідерів селянства, які очолювали опір партійній політиці. Те, що вислів «куркуль» почали вживати в значно ширшому значенні, ніж це передбачала його економічна дефініція (запропонована партією), лише підтверджує такий висновок,— як і формальне запровадження категорії «підкуркульник», котра навіть за сталінськими стандартами не мала ніякого реального змісту.
Згідно з офіційною заявою, під «куркулем» розуміли «носія певних політичних тенденцій, які дуже часто можна вирізнити в підкуркульникові чоловічої та жіночої статі».
На початок 1931 р. почали офіційно визнавати, що колишні куркулі — свого часу класифіковані так за якоюсь із численних ознак — уже не були такими.
Сучасний радянський історик М. Гущин зазначає: «Куркулі втратили чимало властивих їм рис: систематичне використання найманої праці, орендування знарядь праці та коней, власні майстерні тощо», а отже, «в 1931 р. ставало дедалі важче викривати куркуля, який маскував свою класову суть».
Це висловлювання наочно демонструє марксистську концепцію, за якою буття визначає свідомість: якщо людина (в даному випадку «куркуль») протягом певного часу за своїм соціально-економічним статусом відповідала вигаданій марксистами категорії, то потім, втративши відповідні ознаки, вона й далі залишалася під підозрою,— мовляв, лише «маскує свою суть» — і несла своє тавро мало не до скону.

## Наміри партії щодо «куркульства»
Наміри партії щодо «куркульства» набули певної форми в постанові, базованій на звіті підкомісії Баумана, яка, нагадаємо, запропонувала поділ куркульства на три категорії (групи), за якими передбачалося:
- Для представників першої категорії — чисельністю не більше 63 тис. (ОДПУ, проте, включило до цієї категорії набагато більше — до 100 тис. чоловік) — смертна кара або ув'язнення.

- Друга група (родини господарів, віднесених до першої) — підлягала засланню на Північ, Урал, у Сибір і Казахстан або у віддалені райони місцевості, де проживали до цього покарані. Такий захід мав стосуватися не більш ніж 150 тис. господарств. Секретна інструкція від 12 лютого 1930 р. наказувала здійснювати конфіскації їхнього майна поступово, щоб це в часі збігалося з їхньою депортацією.

- Представників третьої категорії («лояльних») належало частково експропріювати й переселити з колгоспів в інші райони місцевості їхнього проживання — під урядовий контроль та із залученням до праці, в «трудових загонах і колоніях у лісах, на дорогах, для поліпшення якості земель» тощо. Переселенцям надавалися погані ґрунти (не більше одного гектара на душу).

В одному із сіл, де налічувалося 1189 родин, заарештували або заслали 202 й виселили на недалеку відстань 140 чоловік. В іншому (1200 родин) розкуркулили 160 чоловік, у другому—31 із 120, а в третьому —90 чоловік із 800. Статистичні дані повідомляли про три села у Вінницькій губернії: з першого (312 господарств) депортували 24 особи, з другого — 40 із 283, з третього—13 із 128.
Що ж до чисельності кожної з категорій розкуркулюваних, то ми маємо цифри стосовно Західного району СРСР. Із 3351 господарства, занесеного до списків, 447 потрапили до першої, 1307 — до другої й 1297 — до третьої категорії. Інакше кажучи, 63 % місцевих «куркулів» та членів їхніх родин підпадали під розстріл, ув'язнення чи заслання. Для решти ж (згідно з інструкцією низовим органам влади) відводилися болотисті й заліснені землі із вивітреними ґрунтами; вони мусили також виконувати лісоочисні й дорожні роботи; в разі невиконання хлібоздачі вони підлягали переслідуванню через суд (тобто постійно перебували під загрозою депортації).
Указ від 3 лютого 1930 р. оголошував ОДПУ відповідальним разом із РНК Російської Федерації за подання пропозицій щодо депортації куркулів та їхніх родин «до віддалених місцевостей РСФРР та про їхнє працевлаштування».

## «Депортація куркулів»
Депортація куркулів була подією таких величезних масштабів, що її нерідко відсторонено трактують як масове явище, пересування мільйонів. Але кожна одиниця серед тих мільйонів була живою людиною й мала свою особисту долю. Деякі так і не встигали дістатися місця свого заслання. Один «куркуль» із хутора Грушка на Київщині сфотографував свою хату, коли залишав її, його заарештували й розстріляли того самого вечора.
Людей похилого віку часто просто залишали на місці жити, хто як зможе.
В одному селі активіст так і сказав американцеві: 40 куркульських родин депортовано, та «ми залишаємо дуже старих, 90-літніх або старших, тут, бо вони вже не становлять загрози для радянської влади».
Вищезгаданий поділ на категорії недовго зберігав можливості для представників третьої з них уникати найгіршої участі: згідно із сучасними радянськими дослідниками, «лояльні куркулі» «так само опиралися колгоспам», а тому «виникла необхідність також пересунути їх у віддалені райони». В перші тижні 1931 р. ще не депортованих українських «куркулів», які не виконали свої хлібозаготівельні норми, експропріювали та заслали, й це переросло, як і на Північному Кавказі і на Нижньому Поволжі, в "другу хвилю ліквідації куркульства як класу.
Один із хуторів у Дніпропетровському окрузі налічував 19 господарств; 10 із них розкуркулили при першій хвилі, а п'ять — при другій. Сільце Грушка 8 Київському окрузі (площа 950 га, 16 маленьких господарств) повністю знищили ще в 1930 р.
Формально рішення про другу хвилю депортації «куркулів» ухвалили в лютому 1931 р. її підготували ретельніше, ніж першу: склали списки, розіслали на місця анкети ОДПУ (нібито присвячені питанням оподаткування) тощо. 18 березня 1931 р. в Західному районі провели таємну операцію, однак про неї стало відомо, і в одному з округів удалося схопити лише 32 родини з 74, а решта втекли.
В цей час утеча була єдиним порятунком для розкуркулюваних, і до неї готові були вдатися мільйон, коли не більше, чоловік. «Правда» від 25 січня 1930 р. нарікала на куркулів, які «почали продавати свою власність, розділяючи виторг серед своїх родичів-середняків і покидаючи свою худобу негодованою», їх звинувачували також у навмисному псуванні власного реманенту, аби лиш він не дістався колгоспам. Інколи втікачі пробували забрати худобу Із собою,— такий факт відзначено, наприклад, у Ставропольському краї на Північному Кавказі.

## «Очищення міст від куркулів»
Коли в селах розпочалися масові повстання, провід тут вели — хоч і не завжди — колишні заможні селяни. Та повстанці майже нічого не могли вдіяти проти влади. Збереглося немало родинних переказів про те, як вони нападали на своїх гнобителів із палицями або сокирами — й наражалися на кулі… Ще однією формою протесту виступали руйнування й підпали свого господарства.
Інколи припускається, що вигнання «куркулів» з їхньої землі мало принаймні якийсь економічний сенс, бо ж вони, мовляв, поповнювали міську робочу силу й тим самим сприяли виконанню завдань прискореної індустріалізації. Справді, колишніх хліборобів використовували на нових шахтах та інших підприємствах у місцях їхнього заслання, а в Сибіру засланці третьої категорії працювали на будівництві промислових об'єктів і на лісозаготівлях. Та коли селянам таланило ще до депортації втекти зі свого села, на шляху до міста їм доводилося долати чимало найжорстокіших перешкод із боку влади, що всіляко прагнула покласти край таким міграціям. Надсекретний указ від 12 лютого 1930 р. вимагав особливої пильності щодо куркулів, які покидали село, щоб працювати у промисловості. А запровадження внутрішніх паспортів у грудні 1932 р. відкрито розглядалося як крок, спрямований на «очищення міст від куркулів, злочинців та інших антисоціальних елементів».

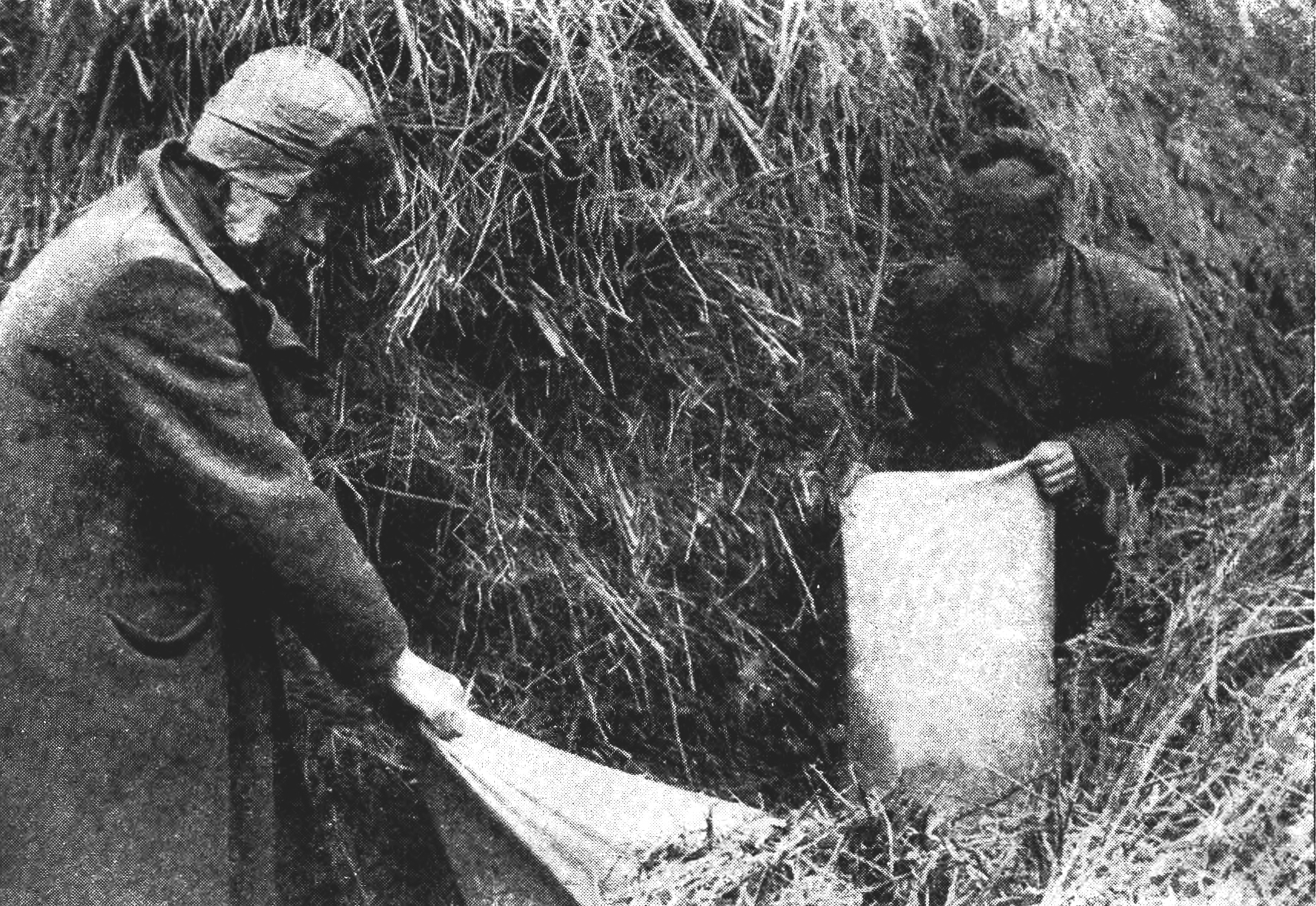
Реквізиція зерна у заможних селян. Кубань, Радянський Союз. 1933

Розкуркулених не допускали й до військової служби. На місця розсилалася інструкція — ретельно перевіряти новобранців із метою виявлення «куркульських елементів», котрі «старалися проникнути в Червону армію.
Таким чином „куркулі“ були приречені залишатися в селах і там очікувати на вирішення своєї долі. Ще 26 січня 1930 р. „Правда“ попереджала, щоб їм не дозволяли розпродавати майно з торгів і тікати світ за очі». Щоправда, цей заклик мало зарадив справі. У тогочасних публікаціях повідомлялося: наприкінці 1930 р. розкуркули-ли 400 тис. господарств, 353,4 тис. залишилося, решта (200—250 тис.) була продана, а їхні власники подалися до міст. За сучасними радянськими дослідженнями, десь 20— 25 % Із 1 млн господарств, офіційно визнаних куркульськими, протягом 1929—1932 рр. «саморозкуркулились» (тобто їхні держателі втекли із сіл).
За офіційними повідомленнями, в 1929—1932 рр. колгоспам передали 15 млн га «куркульських» ґрунтів. У 1928 р. розмір «куркульського» господарства досягав у середньому 4,5 га, отже, на конфіскованих землях мало розташовуватися 3,3 млн господарств із більш ніж 15 млн мешканців, з яких 10 млн заслали,— за умови, що третина втекла. За словами американського професора М. Левіна, «кількість депортованих, яка тепер більш-менш визнається в радянських джерелах, уже перевищує 1 млн господарств, або 5 млн душ»,— це стосовно лише Російської Федерації й України, а до цього ж треба додати ще дані по інших республіках (наприклад, 40 тис. господарств в Узбекистані). На думку Левіна, фактично «10 млн осіб, якщо не більше, напевно депортували», 10—11 млн вирахував інший західний дослідник — С. Свяневич, додаючи, що близько третини з них загинуло.
Отже, навряд чи буде перебільшенням прийняти 10 млн за ймовірну кількість і 15 млн — за можливу. Одночасно, якими б цифрами ми не оперували, слід ураховувати тих" (передусім глав родин), кого розстріляли або «заслали на Соловки». Ми говорили про 20 тис. заарештованих першої категорії наприкінці 1929 р.
У «Вопросах истории КПСО» (1975. № 5) розповідається: «В першій половині р, органи радянської влади притягнули до відповідальності (тобто заарештували.— Авт.) 96 тис. осіб. То Були куркулі, білогвардійські офіцери, колишні поліцаї, жандарми та інші антирадянські елементи…» В Західному Сибіру під час хлібозаготівельної кампанії 1931—1932 рр. Засудили 100 «куркулів» разом із 700 іншими селянами, охарактеризованими як «близькі до них соціально та економічно».
Комуністична влада цілком усвідомлювала злочинний характер операції розкуркулення, яка стала частиною Геноциду-Голодомору українців 1932—1933. З метою контрпропаганди, влада масово публікувала чутки про голод не в Україні, а, наприклад, Німеччині та США (за правописом 1932 року — ПАСШ). Типовим зразком цієї «операції прикриття» є стаття чернігівського журналіста-комсомольця «Про самогубства і випадки вбивства дітей через голод у Північно-Американських Сполучених Штатах», надрукована у газеті Комуна у грудні 1932 року — саме тоді Україну лихоманило від самогубств і вбивств дітей на ґрунті голодного психозу.
25 жовтня 2007 року Служба безпеки України виступила з ініціативою розсекретити справи про розкуркулення українських селян, які є в розпорядженні СБУ та МВС. Прес-секретар Служби Безпеки України також зазначила, що від дій комуністичної влади СРСР, спрямованої на так зване розкуркулення, постраждало близько 500 тис. осіб.
А ось думка письменника Федора Абрамова:
Чи були куркулі у радянські часи? Не було! Як вони могли бути? Це що-ж, якісь-то глитаї грабували, пили кров з бідарів, наймитів, а радянська влада стояла збоку і дивилася на це? Як би не так. Ледве хтось починав кров'ю наливатися — лясь твердим завданням. А далі, закон про землю. Ти гадаєш у куркуля землі удесятеро більше, аніж у бідаря? Як би не так. По душах ділили.
І різниця вся в тому, що так званий куркуль обробляв свій наділ, витискав із нього все, а бідар квіточки, тобто бур'яни, вирощував. Звичайно, брали в оренду куркулі землю. Але знову ж, кому від того шкода? Державі? У бідаря земля роками лежить необроблена, а у куркуля так званого вона хоча б родить. Ото тобі й уся політграмота про куркулів <...>
Розкуркулювали найметкіших, по-хазяйському ініціативних селян.
Збудував млина, завів смолокурню, маслоробку виписав — ворог. Ворог кожен, хто виявив бодай якусь ініціативу.
У господарстві, у думках (скількох за язик було взято).
Бажаний ідеальний громадянин — ледар, нероба.
І ось хазяйновитих селян під корінь, а люмпен-пролетарів поставили керувати сільським господарством.
Трапився конфуз. Країна лишилась без хліба. Мільйони людей загинули від голоду.'